# Dingle station
Dingle station är en järnvägsstation i Dingle utefter Bohusbanan. På stationshuset står det "DINGLE 119 KM FRÅN GÖTEBORG  61 KM FRÅN STRÖMSTAD". På Dingle station finns det ingen tunnel eller bro till perrongen i mitten, så man får gå över spåren. Stationshuset är uppfört i tegel efter ritningar av Folke Zettervall och är av samma typ som flera andra stationshus längs Bohusbanan. Vänthallen i stationshuset är stängd sedan 2007.
| Riktning från | Föregående station | Linje          | Nästa station | Riktning mot |
| ------------- | ------------------ | -------------- | ------------- | ------------ |
| Strömstad     | Hällevadsholm      | 130 Bohuståget | Munkedal      | Göteborg     |

## Historik
Stationen i Dingle togs i bruk den 16 december 1903 när den norra delen av Bohusbanan invigdes. Eftersom Bohusbanan byggdes i inlandet startades busstrafik från Dingle station till närliggande orter längs kusten. Dingle blev tack vare detta den första busscentralen i Bohuslän.
Bussar gick till Gravarne/Smögen via Hunnebostrand och Bovallstrand (sommartid inte mindre än 7 bussar i anslutning till kvällståget från Stockholm), till Fjällbacka, Vassbotten och Medbön/Hedekas. En tid även till Bäckefors
Den 6 december 1996 upphörde Dingle Station att vara bemannad. Den siste som tjänstgjorde vid stationen var Per-Arne Hjälmen. När han började sitt arbete vid stationen 1951 fanns 56 anställda vid SJ i Dingle, inklusive SJ Buss och Biltrafik. På själva järnvägsstationen arbetade 17 personer. I innetjänst  stationsinspektor Oscar Andersson, förste kontorist Hjalmar Hjälmen, kontorister Rune Medberg och Rune Eifors, stationskarlar Hugo Mårtensson, Åke Berlin, Axel Mattsson och Runar Dahlbom. 1 yttertjänst stationskarlar Anton Persson, Sten Johansson, Holger Ericsson, Sven Olsson, Knut Bratt, Yngve Willhed och Rune Nilsson, stationskarlsaspirant Per-Arne Hjälmen och bussavdelningens förste kontorist Lars Brolin. 
.

## Trafik
Dingle station trafikeras i första hand av persontåg i Västtrafiks regi som går under namnet Västtågen. Tidvis (2009) har även virkeståg lastats och utgått från stationen.